# زمانك يناديك
زمانك يناديك (بالكورية: 너의 시간 속으로) هو مسلسل ويب كوري جنوبي، من بطولة أن هيوسوب، جيون يوبين وكانغ هون، مقتبس من المسلسل التايواني «يوما ما أو يوم واحد». تم إصداره على نتفليكس في 8 سبتمبر 2023.

## القصة
في عام 2023، لا تزال جون هي تفتقد صديقها يون جون الذي توفي قبل عام، تعود بطريقة ما بالزمن إلى عام 1998 وتستيقظ في جسد شخص آخر، جسد مين جو البالغة من العمر 18 عامًا، وتلتقي بسي-هيون، الذي يشبه صديقها المتوفى بشكل غريب.

## طاقم
- آهن هيو سوب في دور غو يون جون / نام سي هيون[6]

صديق جون هي وصبي من عام 1998 يشبهه.
- جيون يو بين في دور هان جون هي / كوون مين جو[7]

صديقة يون جون التي ما زالت حزينة على وفاته والفتاة التي ينتهي بها السفر عبر الزمن.
- كانغ هون في دور جونغ إن جيو[8]

أفضل صديق لـ سي-هيون الذي يعشق مين جو.

## الإنتاج

### صناعة
في 22 فبراير 2021، أعلنت نبيو إنترتينمنت وليان كونتنتز عن توقيع عقد مع شركة مجموعة شبكة تايوان فوكس للحصول على حقوق إعادة إنتاج الدراما التايوانية الشهيرة يوما ما أو يوم واحد. في 31 مارس 2022 ، أكدت نتفليكس إنتاج المسلسل مع تأكيد بطولة اهن وجيون وكانغ.

### التصوير
بدأ تصوير المسلسل في أبريل 2022.

## روابط خارجية
- زمانك يناديك على هانسينما
- زمانك يناديك على موقع IMDb (الإنجليزية)
- زمانك يناديك على موقع روتن توميتوز (الإنجليزية)
- زمانك يناديك على موقع نتفليكس (الإنجليزية)
- زمانك يناديك على موقع فيلمافينيتي (الإسبانية)
- زمانك يناديك على موقع ألو سيني (الفرنسية)
- زمانك يناديك على موقع قاعدة بيانات الفيلم (الإنجليزية)

لا توجد روابط لمواقع التواصل الاجتماعي.